# Beatrice Lawluvi
Beatrice Dzidzorgbe Lawluvi-Ladzekpo ist eine ghanaische Musikerin und Tänzerin.

## Leben und Wirken
Lawluvi unterrichtete Tanz beim Arts Council von Ghana und wirkte als Lehrerin und Assistentin des künstlerischen Leiters des Ghana Dance Ensemble, mit dem sie Tourneen durch Europa, die damalige Sowjetunion und die USA unternahm. Sie trat mit der Gruppe beim ersten World Music Festival of the Negro Arts in Senegal und 1968 bei den Olympischen Spielen in Mexiko auf.
Lawluvi ist Mitbegründerin und Choreographin des Zadonu African Music and Dance Company sowie Co-Direktorin des African Music and Dance Program am California Institute of the Arts. Daneben gibt sie Sommerkurse in Australien und am Naropa Institute in Boulder/Colorado. Sie ist verheiratet mit dem Perkussionisten Kobla Ladzekpo.